# Nguyên Thị
Nguyên Thị (chữ Hán giản thể: 元氏县, pinyin: Yuánshì Xiàn, âm Hán Việt: Nguyên Thị huyện) là một huyện thuộc địa cấp thị Thạch Gia Trang, tỉnh, Hà Bắc, Cộng hòa Nhân dân Trung Hoa. Huyện này có diện tích 68 ki-lô-mét vuông, dân số năm 2003 là 390.000 người. Mã số bưu chính là 051130 Về mặt hành chính, quận này được chia ra 6 trấn và 9 hương.
- Trấn: Hòe Dương, Nam Nhân, Nam Tả, Nhân Thôn, Cơ Thôn, Tống Tào.
- Hương: Đông Trương, Triệu Đồng, Mã Thôn, Bắc Trử, Tô Dương, Tô Thôn, Bắc Chính, Tiền Tiên, Hắc Thủy Hà.